# Amanda Michalka
Amanda Joy Michalka (sinh ngày 10 tháng 4 năm 1991), thường được gọi là AJ, là một nữ diễn viên, ca sĩ, nhạc sĩ Mỹ. Cô cũng đã là một người mẫu trước khi thành diễn viên nhưng có lẽ cô nổi tiếng nhất trong vị trí là một thành viên của nhóm nhạc hai chị em Aly & AJ và chị gái của mình, Alyson Michalka.

## Tiểu sử
Amanda Michalka sinh ra ở Torrance, California năm 1991. Chị gái của cô, Alyson "Aly" Michalka và bố mẹ của họ đã chuyển đến Seattle, Washington. Cha mẹ họ tạo điều kiện cho họ được tiếp xúc với nhiều thể loại âm nhạc. Sau đó cả gia đình chuyển đến Nam California, nơi ngày nay họ vẫn còn cư ngụ.

### Sự nghiệp
Lúc còn nhỏ, Michalka đã tham gian nhiều chương trình của WORD Music Productions tại nhà thờ ở Nam California. Michalka chơi nhiều nhạc cụ khác nhau như ghi ta cổ điển, guitar điện, piano, và bongo. Cô đã làm người mẫu cho các catalog. Tháng 3 năm 2006, cô xuất diễn lần đầu cho Disney Channel trong bộ phim gốc của Disney Channel có tựa Cow Belles với vai "Courtney Callum", cùng với chị của mình Aly, trong vai "Taylor Callum". Cô cũng xuất hiện trong một số phim truyền hình như Oliver Beene, Six Feet Under, The Guardian, và General Hospital.
cô cũng xuất hiện trong bộ phim MTV của chị gái mình, Super Sweet 16: The Movie.

## Album
- Insomniatic (2007)
- Acoustic Hearts of Winter (2006)
- Into The Rush (2005)

## Danh sách phim tham gia

### Phim nổi bật
- The Lovely Bones (2009) - Clarissa, Susie’s best friend.

### Phim truyền hình
- Super Sweet 16: The Movie (2007) - Sara Conners
- Cow Belles (2006) - Courtney Callum

### Loạt phim truyền hình
- Aly & AJ: Sister Act (2007) - Herself
- Kitty's Dish (2005) - Kitty
- Six Feet Under (2004) - Ashley
- General Hospital (2004) - Ashley B.
- Oliver Beene (2003-2004) - Bonnie
- The Guardian (2002-2004) - Shannon Gressler
- Birds of Prey (2002-2003) - Young Dinah

### Vai phụ
- Fox & Friends (2007) - (Vai chính mình)
- Live with Regis and Kelly (2007) - (Vai chính mình)
- Punk'd (2007) - (Vai chính mình)
- Total Request Live (2006) - (Vai chính mình)
- Live with Regis and Kelly (2006) - (Vai chính mình)
- Good Morning America (2006) - (Vai chính mình)
- America's Got Talent (2006) - (Vai chính mình)
- MTV Cribs (2006) - (Vai chính mình)
- The Megan Mullally Show (2006) - (Vai chính mình)